# Liste des albums musicaux numéro un au Billboard 200 en 2024
Cette page présente les albums musicaux numéro 1 chaque semaine en 2024 au Billboard 200, le classement officiel des ventes d'albums aux États-Unis établi par le magazine Billboard. Les dix premiers du classement annuel sont également listés.

## Classement hebdomadaire
| Date         | Artiste(s)                  | Titre                                   | Référence |
| ------------ | --------------------------- | --------------------------------------- | --------- |
| 6 janvier    | Taylor Swift                | 1989 (Taylor's Version)                 |           |
| 13 janvier   | Taylor Swift                | 1989 (Taylor's Version)                 |           |
| 20 janvier   | Morgan Wallen               | One Thing at a Time                     |           |
| 27 janvier   | 21 Savage                   | American Dream                          |           |
| 3 février    | 21 Savage                   | American Dream                          |           |
| 10 février   | Morgan Wallen               | One Thing at a Time                     |           |
| 17 février   | Toby Keith                  | 35 Biggest Hits                         |           |
| 24 février   | Kanye West et Ty Dolla Sign | Vultures 1                              |           |
| 2 mars       | Kanye West et Ty Dolla Sign | Vultures 1                              |           |
| 9 mars       | Twice                       | With You-th                             |           |
| 16 mars      | Morgan Wallen               | One Thing at a Time                     |           |
| 23 mars      | Ariana Grande               | Eternal Sunshine                        |           |
| 30 mars      | Ariana Grande               | Eternal Sunshine                        |           |
| 6 avril      | Future et Metro Boomin      | We Don't Trust You                      |           |
| 13 avril     | Beyoncé                     | Cowboy Carter                           |           |
| 20 avril     | Beyoncé                     | Cowboy Carter                           |           |
| 27 avril     | Future et Metro Boomin      | We Still Don't Trust You                |           |
| 4 mai        | Taylor Swift                | The Tortured Poets Department           |           |
| 11 mai       | Taylor Swift                | The Tortured Poets Department           |           |
| 18 mai       | Taylor Swift                | The Tortured Poets Department           |           |
| 25 mai       | Taylor Swift                | The Tortured Poets Department           |           |
| 1er juin     | Taylor Swift                | The Tortured Poets Department           |           |
| 8 juin       | Taylor Swift                | The Tortured Poets Department           |           |
| 15 juin      | Taylor Swift                | The Tortured Poets Department           |           |
| 22 juin      | Taylor Swift                | The Tortured Poets Department           |           |
| 29 juin      | Taylor Swift                | The Tortured Poets Department           |           |
| 6 juillet    | Taylor Swift                | The Tortured Poets Department           |           |
| 13 juillet   | Taylor Swift                | The Tortured Poets Department           |           |
| 20 juillet   | Taylor Swift                | The Tortured Poets Department           |           |
| 27 juillet   | Eminem                      | The Death of Slim Shady (Coup de Grâce) |           |
| 3 août       | Stray Kids                  | Ate                                     |           |
| 10 août      | Taylor Swift                | The Tortured Poets Department           |           |
| 17 août      | Taylor Swift                | The Tortured Poets Department           |           |
| 24 août      | Taylor Swift                | The Tortured Poets Department           |           |
| 31 août      | Post Malone                 | F-1 Trillion                            |           |
| 7 septembre  | Sabrina Carpenter           | Short n' Sweet                          |           |
| 14 septembre | Sabrina Carpenter           | Short n' Sweet                          |           |
| 21 septembre | Sabrina Carpenter           | Short n' Sweet                          |           |
| 28 septembre | Travis Scott                | Days Before Rodeo                       |           |
| 5 octobre    | Future                      | Mixtape Pluto                           |           |
| 12 octobre   | Sabrina Carpenter           | Short n' Sweet                          |           |
| 19 octobre   | Coldplay                    | Moon Music                              |           |
| 26 octobre   | Jelly Roll                  | Beautifully Broken                      |           |
| 2 novembre   | Yeat                        | Lyfestyle                               |           |
| 9 novembre   | Tyler, The Creator          | Chromakopia                             |           |
| 16 novembre  | Tyler, The Creator          | Chromakopia                             |           |
| 23 novembre  | Tyler, The Creator          | Chromakopia                             |           |
| 30 novembre  | Ateez                       | Golden Hour: Part.2                     |           |
| 7 décembre   | Kendrick Lamar              | GNX                                     |           |
| 14 décembre  | Taylor Swift                | The Tortured Poets Department           |           |
| 21 décembre  | Taylor Swift                | The Tortured Poets Department           |           |
| 28 décembre  | Stray Kids                  | Hop                                     |           |

## Classement annuel
Le top 10 de l'année aux États-Unis selon Billboard :
1. Taylor Swift - The Tortured Poets Department
2. Taylor Swift - 1989 (Taylor's Version)
3. Morgan Wallen - One Thing at a Time
4. Noah Kahan - Stick Season
5. Drake - For All the Dogs
6. SZA - SOS
7. Zach Bryan (en) - Zach Bryan
8. Morgan Wallen - Dangerous: The Double Album
9. Taylor Swift - Lover
10. Taylor Swift - Midnights

## Lien connexe
- Liste des titres musicaux numéro un aux États-Unis en 2024